# 駒井德三
駒井德三（1885年6月10日—1961年5月13日）日本滋賀县栗太郡常盤村字穴（今草津市穴村町）人，满洲国首任总務長官。

## 生平
駒井德三生于滋賀县栗太郡常盤村字穴，是医師駒井德恒的次子。早年先后入京都府立二中、札幌農学校预科，1911年自当時札幌的東北帝国大学農科大学農学部農業经济科毕业。
1912年8月，入南满洲铁道株式会社地方部地方課。1920年，被外務省亚洲局聘用。1925年，参加郭松龄的满洲独立運動。1931年，被陸軍省聘用。1932年3月，就任满洲国国務院总务長官。同年10月，辞任总务長官，改任参議府参議。1935年，在宝塚市设私塾“康德学院”。太平洋战争结束後的1946年，因向GHQ自首而免于充当战犯。其後，开发富士山山麓。
1961年5月13日，駒井德三逝世。享年75岁。

## 逸事
料理『成吉思汗（ジンギスカン）』的命名者据说是駒井徳三。1930年左右可能是命名时间。

## 家庭
- 女儿：麻田滿洲野（舞踏家）
- 女婿：宇都宮德馬